# Franciszek Głuchowski

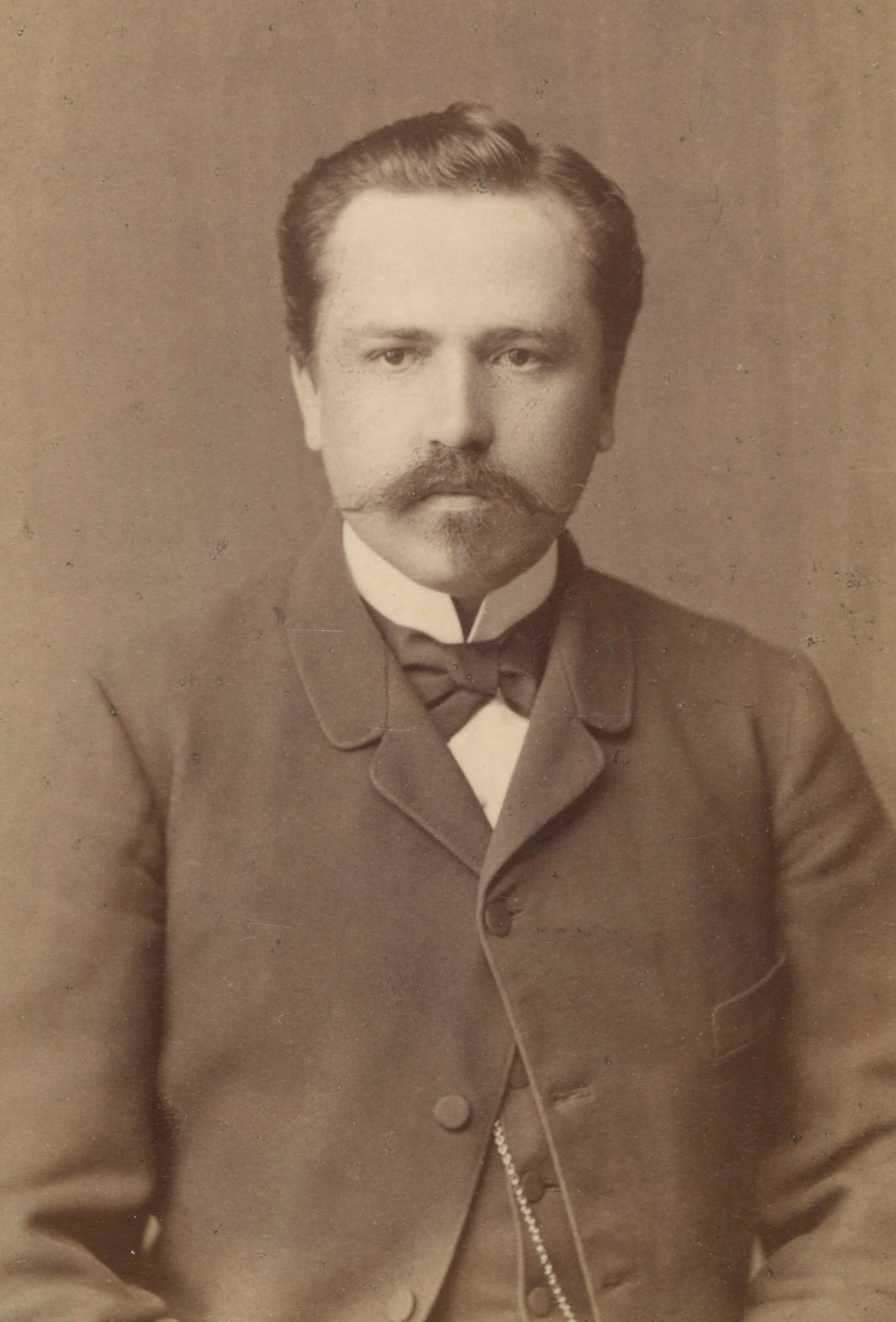
Franciszek Mieczysław Głuchowski

Franciszek Mieczysław Głuchowski (ur. około 1852 w Warszawie, zm. wiosną 1903 w Moszczanach koło Jarosławia), lekarz polski, pediatra, autor przewodnika dla chorych po Rabce.

## Życiorys
Był synem Franciszka. Ukończywszy gimnazjum realne w Warszawie, w wieku 28 lat podjął studia na Wydziale Lekarskim Uniwersytetu Jagiellońskiego. 24 lipca 1886 uzyskał dyplom doktora wszech nauk lekarskich. Pracował m.in. na oddziale chirurgicznym Szpitala św. Łazarza w Krakowie pod kierunkiem profesora Alfreda Obalińskiego, później w szpitalu dziecięcym profesora Macieja Leona Jakubowskiego. Jednocześnie, w miesiącach letnich od czerwca do września, praktykował jako lekarz zdrojowy w Rabce.
W 1888 wydał własnym sumptem pierwsze szersze opracowanie, poświęcone walorom uzdrowiskowym Rabki — Przewodnik dla chorych, udających się do Rabki. Na 56 stronach przedstawił możliwości dojazdu i zakwaterowania, historię Rabki, właściwości solanek, wskazania i przeciwwskazania dla pobytu w uzdrowisku. Opracowanie swoje Głuchowski wzbogacił również propozycjami spacerów po Rabce i okolicach (zachęcając zwłaszcza do dwudniowej wyprawy na Babią Górę) oraz dołączył mapkę.
Zakład zdrowotno-kąpielowy w Rabce wydał ponadto dwa opracowania Głuchowskiego, stanowiące sprawozdania z sezonów kąpielowych — Rabka, zakład kąpielowy z najsilniejszą solanką jodowo-bromową w Galicji (1890 i 1891). Na kartach obu sprawozdań, liczących po kilkanaście stron, autor pełniący obowiązki lekarza zakładowego wymieniał nazwiska przeszło 100 swoich pacjentów, skierowanych do Rabki przez tak znanych lekarzy, jak Tytus Chałubiński (zmarły krótko przed wydaniem pierwszego ze sprawozdań), Maciej Leon Jakubowski czy Henryk Jordan.
Głuchowski zasłużył się w historii Rabki nie tylko popularyzacją jej wartości uzdrowiskowych. W 1893 uruchomił pierwszy pensjonat dla dzieci skierowanych na leczenie, wcześniej korzystających wyłącznie z kwater prywatnych. 
Od 1889 był lekarzem w Nowym Sączu, gdzie obok praktyki pełnił obowiązki lekarza sądowego. W latach 1894–1902 pracował we Lwowie, następnie przeniósł się do Moszczan koło Jarosławia, gdzie był lekarzem obwodowym oraz lekarzem Zakładu Chorych i Sierot w klasztorze Sióstr Miłosierdzia. Zaledwie po rocznym pobycie w Moszczanach Franciszek Głuchowski zmarł tamże wczesną wiosną 1903.